# SSO
SSO eller Särskilda irakiska säkerhetstjänsten var den hemliga polisen under Saddam Husseins tid vid makten i Irak (1979-2003).  Organisationen blev ökänd för tusentals lönnmord, tortyr och avrättningar som verkställdes mot regimens motståndare, under Saddams son Qusay Husseins ledning under den senare delen av Baathpartiets regim.